# 约瑟夫·泰勒
约瑟夫·胡顿·泰勒（英語：Joseph Hooton Taylor，1941年3月29日—），美国物理学家。現業餘無線電操作員，呼號為K1JT，並為現代業餘無線電作出了巨大貢獻。他和拉塞尔·赫尔斯共同发现史上第一个位于双星系统脉冲星PSR B1913+16，并通过对其深入研究首次发现引力波存在的间接定量证据，是对爱因斯坦广义相对论的一项重要验证。泰勒也因此和赫尔斯一同获得1993年诺贝尔物理学奖。

## 生平
泰勒在1968年獲得哈佛大學學位。1969年至位於阿摩斯特的麻州大學物理學與天文學系任教，他參與五大電波天文台的建造工作。此天文台位於波多黎各的阿雷西波，2016年之前是世界上最大的望遠鏡。泰勒實驗室早期的一個計畫是用他有系統地找脈衝星，他們發現40個新的脈衝星，其中之一是PSR1913+16。

## 業餘無線電
喬·泰勒（現呼號為K1JT）是每個無線電愛好者都應該知道的名字。
他不僅是一位獲得1993年諾貝爾物理學獎的傑出物理學家，也是現代業餘無線電界最具影響力的人物之一。
他在數位通訊領域的開創性工作徹底改變了無線電操作員的聯絡方式，尤其是在長距離和弱訊號條件下的聯絡方式。
☑️ 利用數位模式革新業餘無線電
泰勒開發了一系列數位通訊模式，包括 WSJT、JT65 和 FT8。
這些模式使用先進的訊號處理技術來提取隱藏在噪音中的微弱訊號，使得業餘無線電愛好者能夠實現使用傳統語音或摩斯電碼傳輸無法實現的聯繫。
✔️WSJT（weak singnal joe taylor）－一套專為弱訊號通訊設計的數位模式。
✔️JT65－最初是為地球-月球-地球 (EME) 通訊而開發的，但後來由於其解碼極弱訊號的能力而被廣泛用於 HF 波段。
✔️FT8－當今最受歡迎的模式，即使在低功率和簡單天線的情況下也能提供快速可靠的聯繫。
☑️ 讓業餘無線電更容易被使用
在數位模式興起之前，長距離聯絡通常需要高功率和大型天線。
泰勒的創新改變了這一現狀。
如今，即使使用最低限度的設定（如低功率收發器和小型天線）的操作員也可以在全球範圍內進行 DX 聯繫。
這給業餘無線電帶來了新活力，吸引了更多的人參與這項愛好，並使其在數位時代保持相關性。
☑️ 持久的遺產
喬·泰勒 (Joe Taylor) 的貢獻不僅使業餘無線電實現了現代化，而且拓展了可能性的極限。
無論是從月球反射訊號還是跨大洲建立低功率聯繫，他的工作持續激勵和鼓舞著世界各地的業餘無線電愛好者。
對於任何想要探索業餘無線電前沿技術的人來說，FT8 和其他 WSJT 模式都是必須嘗試的創新！
轉貼自Ham Radio World